# Ikarus 325
Ikarus 325 — автобус дальнего следования венгерской фирмы Ikarus, выпущенный в 1986 году в единственном экземпляре.

## Описание
Ikarus 325 был выпущен в 1986 году для Будапештской международной ярмарки (BNV) почти за месяц. Автобус имеет вторую дверь перед задней осью.
Ikarus 325 выпущен в единственном экземпляре. В 1996 году на проектном этапе была выпущена среднемоторная версия.
Единственная модификация — Ikarus 325.K1.

## Технические характеристики
Ikarus 325 оснащён поперечным дизельным двигателем Iveco. Длина автобуса составляла 8,5 метров. Автобус обладал отличной манёвренностью и подходил для езды по узким улицам Будапешта.